# Monobrachium drachi
Monobrachium drachi är en nässeldjursart som beskrevs av Marche-Marchad 1963. Monobrachium drachi ingår i släktet Monobrachium och familjen Olindiasidae. Inga underarter finns listade i Catalogue of Life.